# Helgrindur
Helgrindur (in lingua islandese: Recinto dell'inferno) è una catena montuosa vulcanica situata nella regione del Vesturland, nella parte occidentale dell'Islanda.

## Descrizione
La catena del Helgrindur è posizionata sulla penisola di Snæfellsnes, a sudovest del Grundarfjörður. La cima più elevata è Kaldnasi (988 m).
È una catena montuosa allungata che si estende da Egilsskarð e Tröllkerling (873 m) a sud-est, fino a Kaldnasi (988 m) a nord-ovest. Qui la catena montuosa fa una piega a gomito verso nord e continua per alcuni chilometri fino a Mýrarhyrna (578 m).

## Denominazione
Il nome significa recinto dell'inferno. Non è chiara l'origine della denominazione che potrebbe essere dovuta al fatto che in passato il centro commerciale più importante si trovava a Búðir, sul lato meridionale della penisola di Snæfellsnes; i percorsi per arrivarci dovevano superare la catena montuosa con sentieri considerati molto difficili da percorrere.

## Vulcanismo
La catena montuosa vulcanica è una delle catene montuose più alte della penisola di Snæfellsnes. Qui si trova anche il vulcano centrale del sistema vulcanico Lýsuskarð.
È il sistema vulcanico centrale della penisola e si trova tra i sistemi di Snæfellsjökull e Ljósufjöll.

## Aspetti meteorologici
Helgrindur e le altre catene montuose, con la loro altezza dividono la penisola di Snæfellsnes in due zone climatiche; la zona sud è rivolta verso la baia di Faxaflói, mentre la zona nord gravita sul grande fiordo Breiðafjörður.
La dorsale montuosa centrale blocca i forti venti che soffiano alternativamente da nord o sud, proteggendo così il versante che si trova in quel momento sottovento.

## Escursionismo
L'Helgrindur è un'apprezzata zona di escursioni. I sentieri più battuti partono da Kalfárvellir, sul versante sud.